# 海河 (金沙江)
海河，又称安坪河，位于中国云南省丽江市永胜县南部，是金沙江左岸支流，上游也称羊坪河，发源于永胜县东山傈僳族彝族乡黑山，西南流至期纳镇后转南流，至涛源镇磨石箐转西南，于安坪村北汇入金沙江。河长39.4千米，流域面积342平方千米。上游地处高山峡谷，进入期纳盆地后河床曲折，下游黄金湾至河口段冲击扇发育，旧时又称“三渡河”。下游气候炎热，两岸开垦率高，水土流失严重。流域属于典型的干热河谷，汛期常有山洪爆发，旱季时常河溪断流。
海河原为程海流入金沙江的河道。18世纪末期，程海水位下降，湖水不再流入海河。